# Ordem do Libertador San Martín
A Ordem do Libertador San Martín é uma condecoração outorgada pela Argentina exclusivamente aos funcionários civis ou militares estrangeiros que no exercício de suas funções, mereçam em alto grau a honra e reconhecimento da Nação.

## História
Deve seu nome ao General José de San Martín, chamado Pai da Pátria e Libertador. O desenho original foi feito pelo engenheiro e escultor argentino Ángel Eusebio Ibarra García.
Foi criada por Decreto n.° 5.000 de 17 de agosto de 1943; reformado pela Lei n.° 13. 202 de 21 de maio de 1948; que por sua vez foi revogada pelo decreto-lei n.° 16.628 de 17 de dezembro de 1957, que recria a Ordem. As modificações introduzidas foram somente na forma. A regulamentação ainda vigente foi aprovada por Decreto n.° 16.643 de 18 de dezembro de 1967.
No reverso da anterior cédula de cinco peso argentinos pode-se ver parte (o condor-dos-andes e o sabre com a coroa de lauréis) do colar da Ordem do Libertador San Martín.

## Capítulo da Ordem
A Ordem está a cargo de um Conselho integrado pelo gabinete nacional, presidido pelo Grão-Mestre da Ordem, que é o cidadão que é Presidente da Argentina, sendo o Ministro de Relações Exteriores o Grão-chanceler da Ordem. O Grão-Mestre é quem confere a condecoração. A sede da Orden é o edifício do Ministério de Relações Exteriores, Comércio Internacional e Culto.

## Graus
Desde a regulamentação de 1957, a Ordem só pode ser concedida a estrangeiros. Possui diversos graus (de maior a menor ordem):
Extraordinário

O Grau Extraordinário da Ordem do Libertador San Martín foi outorgada uma única vez, a Eva Perón, em 1952, mediante um projeto do doutor Cámpora e sendo iniciativa do então presidente Juan Domingo Perón. Em sessões especiais e extraordinárias, o Congresso argentino aprovou este projeto por unanimidade de votos, convertido assim na lei 10.123. O colar estava composto de 3.821 peças de ouro e platina e 753 pedras preciosas, foi confeccionado pela joalheria Ghiso S.A. e desenhado por Aída Louzao. Com a ditadura cívico-militar na Argentina de 1955, o colar foi desfeito e os pedaços leiloados
Colar
Os condecorados com o Colar usam o mesmo pendendo do pescoço. Exclusivo para Soberanos ou Chefes de Estado.
Grã-Cruz
Os condecorados com a Grã-Cruz usam a banda de direita a esquerda de qual pende a insígnia da Ordem, além de una plaqueta que deverá ser levada no lado esquerdo do peito. Recebem-na Vice-presidentes, Presidentes de Poderes, Ministros do Poder Executivo, Ministros da Corte Suprema, Embaixadores Extraordinários e Plenipotenciários, Comandantes em chefe e cargos similares, Tenentes-Generais, Almirantes, Brigadeiros, Presidentes de Assembleias Nacionais e demais funcionários de categorias equivalentes.
Grande Oficial

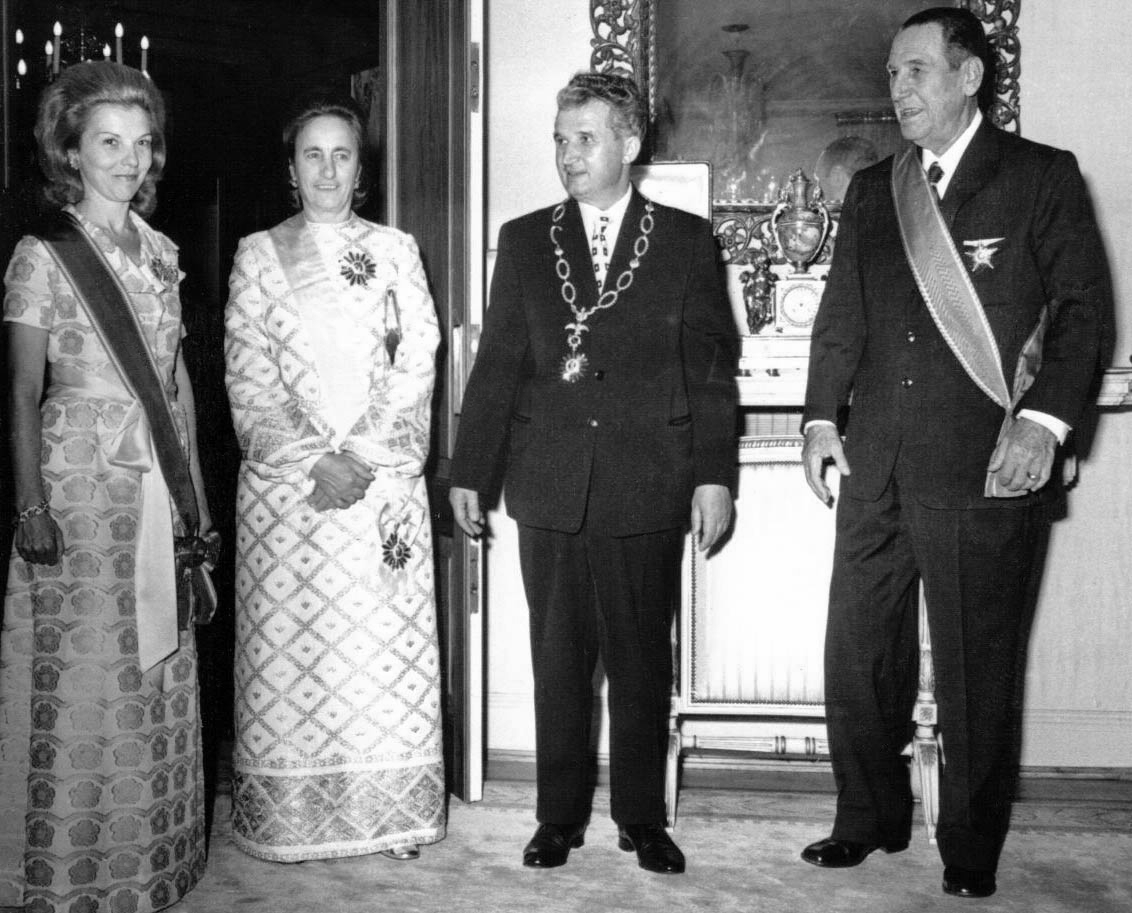
N. Ceausescu, como Presidente da Romênia, recebeu o Colar. Sua esposa, como Vice-primeira-Ministra da Romênia, recebeu a Grã-Cruz. Foto de 1974 com o Presidente Perón e a vice-presidente.

Os Grandes Oficiais usam a placa do lado esquerdo do peito. Recebem-na Membros de Assembleias Legislativas, Enviados Extraordinários y Ministros Plenipotenciários, Ministros Conselheiros, Generais de Divisão e de Brigada, Vice-almirantes, Contra-almirantes, Brigadeiros Maiores e Brigadeiros e demais funcionários de categorias equivalentes.
Comendador
Os Comendadores usarão a medalha pendendo de uma cinta azul celeste e branca sujeita ao pescoço. Encarregados de Negócios, Conselheiros e Cônsules-Gerais, Coronéis e Teniente-Coronéis, Capitães de Navío e de Fragata, Comodoros, Vice-comodoros e demais funcionários de categorías equivalentes.
Oficial
Os Oficiais usam a medalha pendendo de uma cinta azul celeste e blanca do lado esquerdo do peito. Recebem-na Secretários e Cônsules de Primera, Segunda e Tercera Classe, Majores e Capitães, Capitães de Corveta, Tenentes de Navio, Comandantes e Capitães de Aeronáutica e demais funcionários de categorias equivalentes.
Cavaleiro
Os Cavaleiros usam a medalha pendendo de uma cinta azul celeste e blanca do lado esquerdo do peito. Recebem-na Agregados, Vice-cônsules e Oficiais das Forças Armadas de graus inferiores aos anteriormente citados e demais funcionários de categorias equivalentes.
Além da condecoração, o agraciado recebe uma mensagem de próprio punho e letra do Graão-Mestre (ao grau colar) ou um diploma firmado pelo mesmo (demais graus), um exemplar contendo a Lei e Regulamento, o livro San Martín Estadista  de Ricardo Rojas e uma relação dos condecorados até a data.
As pessoas condecoradas com a Ordem poderão ser promovidas pela proposta de um dos membros que integram o Conselho, entre os graus de Cavaleiro e Grã-Cruz, tendo em conta para isto os novos méritos e virtudes democráticas correspondentes a sua nova investidura no desempenho da função.